# Ministero della cultura (Francia)
Il Ministero della cultura (in francese: Ministère de la Culture) è un dicastero del governo francese, che si occupa della salvaguardia, protezione e valorizzazione del patrimonio culturale francese.
Inoltre, insieme agli altri ministeri francesi competenti:
- contribuisce, allo sviluppo dell'educazione artistica e culturale per l'intero ciclo formativo,
- incoraggia le iniziative culturali locali e partecipa alle politiche di decentralizzazione del governo francese in campo culturale,
- vigila sullo sviluppo delle industrie culturali e contribuisce allo sviluppo delle nuove tecnologie di diffusione e di creazione del patrimonio culturale,
- contribuisce alla diffusione delle creazioni artistiche francesi e alla francofonia e alle istituzioni culturali della Francia all'estero.

## Storia
La creazione del ministero risale ad un decreto del 1959 che ne sancì la nascita, con il nome di "Ministero degli affari culturali" (Ministere des affaires culturelles)  mediante il trasferimento dal Ministero dell'educazione nazionale delle tre direzioni generali "delle arti e delle lettere", "dell'architettura" e "degli archivi di Francia".
Vi furono inoltre trasferiti il servizio che si occupava delle attività culturali in seno all'Alto commissariato per la gioventù e lo sport e il Centro Nazionale di Cinematografia, che in precedenza operava presso il Ministero dell'industria e del commercio.
André Malraux fu il primo ministro degli affari culturali, dalla fondazione del ministero al 1969.
Nell'ambito dell'organizzazione del ministero nel 1961 venne creato prima un servizio e poi una "direzione di amministrazione generale" (DAG), per la gestione del personale dell'amministrazione centrale e degli oltre 3500 impiegati nei servizi esterni.
Progressivamente si aggiunsero altre strutture: la sottodirezione dello spettacolo e della musica divenne nel dicembre 1961 una nuova "direzione del teatro, della musica e degli spettacoli". Per la decentralizzazione nel 1963 furono creati i comitati regionali degli affari culturali e nel 1965 i consiglieri regionali alla creazione artistica e nel 1969 le prime tre direzioni regionali degli affari culturali. La direzione generale delle arti e delle lettere viene soppressa e vennero create al suo posto una "direzione dell'azione culturale" e una "direzione degli spettacoli, della musica e delle lettere"
Nel 1969 il ministero aveva sei direzioni, un ispettorato generale e uffici dedicati agli scavi e all'inventario.
Nel 1970 venne creata una "direzione della musica, dell'arte lirica e della danza".
Nel 1974 il ministero cambiò nome e divenne "Ministero degli affari culturali e dell'ambiente" (Ministère des affaires culturelles et de l'environnement) e nel giugno dello stesso anno fu ridotto ad un Segretariato di stato alla cultura (Secrétariat d'Etat à la culture).
Nel 1975 venne creata una "direzione del libro", che riunì servizi dispersi in quattro diversi ministeri: ne restava ancora fuori, tuttavia, sia la Biblioteca nazionale che le biblioteche scolastiche e universitarie.
Dal 1976 riprese ad essere un ministero, cambiando più volte denominazione:
- 1976: ministero della cultura e dell'ambiente
- 1978: ministero della cultura e della comunicazione (stesso nome attuale)
- 1981: ministero della cultura
- 1986: ministero della cultura e della comunicazione
- 1988: ministero della cultura, della comunicazione e dei grandi lavori del bicentenario
- 1991: ministero della cultura e della comunicazione
- 1992: ministero dell'educazione nazionale e della cultura
- 1993: ministero della cultura e della francofonia
- 1995: ministero della cultura
- 1997: ministero della cultura e della comunicazione
- 2017: ministero della cultura

Nel 1978 le attribuzioni della "direzione dell'architettura" furono trasferite al nuovo "Ministero dell'ambiente e del quadro di vita", mentre la "sottodirezione dei monumenti storici e dei palazzi nazionali" formò insieme al "dipartimento di archeologia" la nuova "direzione del patrimonio", istituita nel mese di ottobre: la nuova direzione integrò poi a partire dal 1980 anche la "divisione del patrimonio mobile", una "missione del patrimonio etnologico" e una missione del "patrimonio fotografico".

## Organizzazione

### Direzioni centrali
Dopo la riorganizzazione lanciata nel 2007 nel quadro della politica di modernizzazione della revisione generale delle politiche pubbliche (RGPP) e conclusasi nel 2010, l'amministrazione centrale del ministero si compone di quattro grandi entità:
- segretariato generale (secrétariat général)
- direzione generale dei patrimoni (direction général des patrimoines) che ha raccolto le competenze delle precedenti:
  - direzioni dei musei di Francia (directions des musées de France o DMF)
  - direzioni degli archivi di Francia (directions des archives de France o DAF)
  - direzione dell'architettura e del patrimonio (direction de l'architecture et du patrimoine o DAPA)
- direzione generale della creazione artistica (direction général de la création artistique, che ha raccolto le competenze delle precedenti
  - direzione della musica, della danza, del teatro e degli spettacoli (direction de la musique, de la danse, du théâtre et des spectacles o DMDTS)
  - delegazione alle arti plastiche (délégation aux arts plastiques o DAP)
- direzione generale dei media e delle industrie culturali (Direction général des médias et des industries culturelles o DGMIC)

A queste si aggiunge la delegazione generale alla lingua francese e alle lingue di Francia (délégation générale à la langue française et aux langues de France), collocata sotto l'autorità del ministro.

### Altri servizi centrali
- Ufficio di gabinetto (Bureau du cabinet)
- Comitato di storia (Comité d'histoire), creato nel 1993
- Dipartimento dell'informazione e della comunicazione (Département de l'information et de la communication)
- Ispezione generale degli affari culturali (Inspection générale des affaires culturelles), ufficio creato nel 1973 e riorganizzato nel 1982
- Missione interministeriale per la qualità delle costruzioni pubbliche (Mission interministérielle pour la qualité des constructions publiques)
- Commissione di inventariazione dei depositi di opere d'arte (Commission de récolement des dépôts d'oeuvres d'art o CRDOA), creata nel 1996
- Consiglio superiore delle musiche attuali (Conseil supérieur des musiques actuelles o CSMA), creato nel 2006.
- Alto consiglio dell'educazione artistica e culturale (Haut conseil de l'éducation artistique et culturelle o HCEAC)
- Consiglio superiore della proprietà letteraria e artistica (Conseil supérieur de la propriété littéraire et artistique)
- Consiglio superiore degli archivi (Conseil supérieur des archives), creato nel 1988 e modificato nel 1990 e nel 1999
- Sezione delle onorificenze (Section des distinctions honorifiques): Ordine delle arti delle lettere (Ordre des arts et des lettres), creato nel 1957
- Consiglio nazionale della ricerca archeologica

### Organi decentrati

#### Direzioni regionali degli affari culturali
A partire dal 1977 il ministero è presente in tutte le regioni della Francia con le proprie Direzioni regionali degli affari culturali (Directions régionales des affaires culturelles o DRAC), che nel 1992 sono stati trasformati nei servizi decentrati del ministero.
Sono presenti nelle 21 regioni metropolitane e nelle 5 regioni d'oltremare . Esiste inoltre una "Missione per gli affari culturali della Nuova Caledonia, un ex territorio d'oltremare che gode di un'ampia autonomia sotto la sovranità francese con lo statuto di "collettività sui generis" (Mission aux affaires culturelles - Nouvelle-Calédonie).

#### Istituzioni pubbliche
Si tratta di organismi pubblici a carattere amministrativo o a carattere industriale e commerciale, che godono di una certa autonomia amministrativa e finanziaria dal ministero e svolgono una missione di carattere generale. Comprendono:

##### Istituzioni pubbliche a carattere amministrativo
- Accademia di Francia a Roma (Académie de France à Rome), a Roma
- Biblioteca nazionale di Francia (Bibliothèque nationale de France o BnF) a Parigi
- Biblioteca-museo dell'Opéra (Bibliothèque-musée de l'Opéra) a Parigi
- Biblioteca pubblica d'informazione (Bibliothèque publique d'information o Bpi) presso il Centro Pompidou a Parigi
- Casa Jean Vilar (Maison Jean-Vilar) ad Avignone
- Centro nazionale d'arte e di cultura Georges Pompidou (Centre national d'art et de culture Georges Pompidou) di Parigi
- Centro nazionale delle arti plastiche (Centre natonale des arts plastiques o CNAP) a Parigi
- Centro nazionale della cinematografia e dell'animazione (Centre national de la cinématographie et de l'image animée o CNC) a Parigi
- Centro nazionale del libro (Centre national du livre o CNL) a Parigi
- Centro dei monumenti nazionali (Centre des monuments nationaux) di Parigi
- Città della ceramica - Sèvres e Limoges (Cité de la céramique - Sèvres et Limoges) che comprende la Manufacture nationale de Sèvres, il Museo nazionale di Ceramica e il Museo Adrien Dubouché
- Conservatorio nazionale superiore d'arte drammatica (Conservatoire national supérieur d'art dramatique o CNSAD) a Parigi
- Conservatorio nazionale superiore di musica e di danza di Parigi (Conservatoire national supérieur de musique et de danse de Paris)
- Conservatorio nazionale superiore di musica e di danza di Lione (Conservatoire national supérieur de musique et de danse de Lyon)
- Instituto nazionale del patrimonio (Institut national du patrimoine o INP) di Parigi
- Instituto nazionale di ricerche archeologiche preventive (Institut national de recherches archéologiques préventives o INRAP) di Parigi
- Istituzione pubblica del Palazzo della Porta dorata (Établissement public du Palais de la porte Dorée) a Parigi
- Istituzione pubblica Città della ceramica (Établissement public Cité de la céramique) a Sèvres e a Limoges
- Istituzione pubblica del museo d'Orsay e del museo dell'Orangerie('Établissement public du musée d'Orsay et du musée de l'Orangerie) a Parigi
- Istituzione pubblica del museo del Louvre ('Établissement public du musée du Louvre) a Parigi
- Istituzione pubblica del museo nazionale Picasso di Parigi ('Établissement public du musée national Picasso - Paris)
- Istituzione pubblica del museo del Quai Branly ('Établissement public du musée du Quai Branly) di Parigi
- Istituzione pubblica del castello, del museo e del sito nazionale di Versailles ('Établissement public du château, du musée et du domaine national de Versailles)
- Museo e sito del castello di Fontainebleau (Musée et domaine du château de Fontainebleau), a Fontainebleau
- Museo Eugène Delacroix (Musée Eugène Delacroix) di Parigi
- Museo nazionale Guimet delle arti asiatiche (Guimet musée national des arts asiatiques) a Parigi
- Museo nazionale Jean Jaques Henner (Musée national Jean-Jaques Henner) di Parigi
- Museo Gustave Moreau (Musée Gustave Moreau) di Parigi
- Museo Rodin (Musée Rodin) di Parigi
- Operatore del patrimonio e dei progetti immobiliari della cultura (Opérateur du patrimoine et des projets immobiliers de la Culture) a Parigi
- Scuola del Louvre (École du Louvre) a Parigi
- Scuola nazionale superiore d'arte di Cergy (École nationale supérieure d'art de Cergy)
- Scuola nazionale superiore delle arti decorative (École nationale supérieure des arts décoratifs o ENSAD) a Parigi
- Scuola nazionale superiore di belle arti (École nationale supérieure des beaux-arts o ENSBA) a Parigi
- Scuola nazionale superiore di fotografia (École nationale supérieure de la photographie) a Arles

##### Scuole nazionali superiori di architettura
- Scuola nazionale superiore d'architettura di Marne-la-Vallée (École nationale supérieure d'architecture de Marne-La Vallée)
- Scuola nazionale superiore d'architettura di Paris-Belleville (École nationale supérieure d'architecture de Paris-Belleville) a Parigi
- Scuola nazionale superiore d'architettura di Paris-Malaquais (École nationale supérieure d'architecture de Paris-Malaquais) a Parigi
- Scuola nazionale superiore d'architettura di Paris-Val de Seine (École nationale supérieure d'architecture de Paris-Val de Seine) a Parigi
- Scuola nazionale superiore d'architettura di Paris-La Villette (École nationale supérieure d'architecture de Paris-La Villette) a Parigi
- Scuola nazionale superiore d'architettura di Versailles (École nationale supérieure d'architecture de Versailles)
- Scuola nazionale superiore d'architettura e di paesaggio di Bordeaux (École nationale supérieure d'architecture et de paysage de Bordeaux)
- Scuola nazionale superiore d'architettura di Bretagna (École nationale supérieure d'architecture de Bretagne) a Rennes
- Scuola nazionale superiore d'architettura di Clermont-Ferrand (École nationale supérieure d'architecture de Clermont-Ferrand)
- Scuola nazionale superiore d'architettura di Grenoble (École nationale supérieure d'architecture de Grenoble)
- Scuola nazionale superiore d'architettura di Montpellier  Linguadoca Rossiglione (École nationale supérieure d'architecture de Montpellier-Languedoc-Roussillon)
- Scuola nazionale superiore d'architettura e di paesaggio di Lilla (École nationale supérieure d'architecture et de paysage de Lille)
- Scuola nazionale superiore d'architettura di Lione (École nationale supérieure d'architecture de Lyon)
- Scuola nazionale superiore d'architettura di Marsiglia-Luminy (École nationale supérieure d'architecture de Marseille-Luminy)
- Scuola nazionale superiore d'architettura di Nancy (École nationale supérieure d'architecture de Nancy)
- Scuola nazionale superiore d'architettura di Nantes (École nationale supérieure d'architecture de Nantes)
- Scuola nazionale superiore d'architettura di Normandia (École nationale supérieure d'architecture de Normandie) a Darnétal
- Scuola nazionale superiore d'architettura di Saint-Étienne (École nationale supérieure d'architecture de Saint-Étienne)
- Scuola nazionale superiore d'architettura di Strasburgo (École nationale supérieure d'architecture de Strasbourg)
- Scuola nazionale superiore d'architettura di Tolosa (École nationale supérieure d'architecture de Toulouse)

##### Scuole nazionali superiori d'arte nelle regioni
- Scuola nazionale superiore d'arte di Nancy (École nationale supérieure d'art de Nancy)
- Scuola nazionale superiore d'arte decorativa di Limoges e Aubusson (École nationale supérieure d'art décoratif de Limoges - Aubusson)
- Scuola nazionale superiore di belle arti di Bourges (École nationale supérieure des beaux-arts de Bourges)
- Scuola nazionale superiore di belle arti di Digione (École nationale supérieure des beaux-arts de Dijon)
- Villa Arson (Villa Arson) a Nizza

##### Istituzioni pubbliche a carattere scientifico, culturale e professionale
- Instituto nazionale di storia dell'arte (Institut national d'histoire de l'art o INHA)

##### Istituzioni pubbliche a carattere industriale e commerciale
- Centro nazionale della canzone, del varietà e del jazz (Centre national de la chanson, des variétés et du jazz) di Parigi
- Centro nazionale della danza (Centre national de la danse) di Pantin
- Città dell'architettura e del patrimonio (Cité de l'architecture et du patrimoine) di Parigi
- Città della musica (Cité de la musique) di Parigi
- Città delle scienze e dell'industria (Cité des sciences et de l'industrie) di Parigi
- Comédie française a Parigi
- Istituzione pubblica del parco e della Grande Halle della Villette (Établissement public du parc et de la Grande Halle de la Villette) di Parigi
- Istituzione pubblica della Riunione dei musei nazionali e del Grand Palais degli Champs-Elysées (Établissement public de la Réunion des musées nationaux et du Grand palais des Champs-Elysées) a Parigi
- Opera nazionale di Parigi  (Opéra national de Paris)
- Sito nazionale di Chambord (Domaine national de Chambord)
- Scuola nazionale superiore di creazione industriale (École nationale supérieure de création industrielle o ENSCI) di Parigi
- Scuola nazionale superiore dei mestieri dell'immagine e del suono (École nationale supérieure des métiers de l'image et du son o FEMIS) di Parigi
- Teatro nazionale di Chaillot (Théâtre national de Chaillot) di Parigi
- Teatro nazionale della Collina (Théâtre national de la Colline) di Parigi
- Teatro dell'Europa - Teatro nazionale dell'Odéon (Théâtre de l'Europe - 'Théâtre national de l'Odéon) di Parigi
- Teatro nazionale dell'Opéra Comique ('Théâtre national de l'Opéra-Comique) di Parigi
- Teatro nazionale di Strasburgo ('Théâtre national de Strasbourg).

#### Servizi a competenza nazionale
Si tratta di servizi a mezza strada tra l'amministrazione centrale e le amministrazioni decentrate, le cui attribuzioni hanno un carattere nazionale, ma nello stesso tempo soprattutto operativo, beneficiando di un certo grado di autonomia Comprendono:

##### Musei nazionali
- Casa Bonaparte di Ajaccio (Maison Bonaparte)
- Museo napoleonico e museo africano della fondazione Gourgaud (Musée napoléonien et museum africain - Fondation Gourgaud) di Île d'Aix
- Museo dei castelli di Malmaison e del Bois-Préau (Musée des châteaux de Malmaison et de Bois-Préau) a  Rueil-Malmaison
- Museo di archeologia nazionale e sito nazionale di Saint-Germain-en-Laye (Musée d'archéologie nationale et domaine national de Saint-Germain-en-Laye)
- Museo del Rinascimento, Château d'Écouen (Musée de la Renaissance, château d'Écouen a Écouen
- Museo del Medioevo, terme e residenza di Cluny (Musée du Moyen Age, thermes et hôtel de Cluny) a Parigi
- Museo del castello e sito nazionale di Compiègne (Musée du château et domaine national de Compiègne)
- Museo franco-americano del castello di Blérancourt (Musée franco-américain du château de Blérancourt)
- Museo delle civiltà d'Europa e del Mediterraneo (Musée des civilisations de l'Europe et de la Méditerranée o MUCEM) di Marsiglia
- Museo del castello di Pau (Musée du château de Pau)
- Museo nazionale Magnin (Musée national Magnin) a Digione
- Museo Clemenceau e di Lattre de Tassigny (Musée Clemenceau et de Lattre de Tassigny) a Mouilleron-en-Pareds
- Museo Fernand Léger (Musée Fernand-Léger) a Biot
- Museo nazionale Marc Chagall (Musée national Marc-Chagall) a Nizza
- Museo Picasso - La guerra e la pace (Musée Picasso - La guerre et la paix) a Vallauris
- Museo di Port Royal des Champs (Musée de Port-Royal des Champs) a Magny-les-Hameaux
- Museo di preistoria di Les Eyzies-de-Tayac (Musée natonal de préhistoire des Eyzies-de-Tayac)

##### Altri servizi a competenza nazionale
- Archivi nazionali (Archives nationales) a Parigi, a Fontainebleau e a Pierrefitte-sur-Seine
- Archivi nazionali del mondo del lavoro (Archives nationales du monde du travail) a Roubaix
- Archivi nazionali d'oltremare (Archives nationales d'outre-mer) a Aix-en-Provence
- Arredo nazionale e manifatture nazionali dei Gobelins, di Beauvais e della Savonnerie (Mobilier national et manifactures nationales des Gobelins, de Beauvais et de la Savonnerie) a Parigi, a Beauvais e a Lodève
- Centro di ricerca e restauro dei musei di Francia (Centre de recherche et de restauration des musées de France) di Parigi
- Servizio delle biblioteche, degli archivi e della documentazione generale dei musei di Francia (Service des bibliothéques, des archives et de la documentation générale des musées de France) di Parigi
- Dipartimento delle ricerche archeologiche subacquee e sottomarine(Département des recherches archéologiques subaquatiques et sous-marines o DRASSM) di Marsiglia
- Laboratorio di ricerca dei monumenti storici (Laboratoire de recherche des monuments historiques) di Champs-sur-Marne
- Mediateca dell'architettura e del patrimonio (Médiathèque de l'architecture et du patrimoine)
- Museo dei plastici (Musée des plans-reliefs ) di Parigi

## Sedi
La sede principale del ministero della cultura è stata dal 1959 all'interno del Palais-Royal di Parigi con ingresso da rue Valois.
Nel 1994 il ministero ha inoltre acquisito il complesso dei "Bons Enfants", lasciato libero dal Ministero delle finanze nel 1989 in seguito al suo trasferimento nella nuova sede di Bercy.  La vecchia sede del Ministero delle finanze era costituita da un edificio costruito nel 1919 dall'architetto Georges Vaudoyer in rue Saint-Honoré come deposito dei grandi magazzini del Louvre, acquistato dallo stato francese nel 1933, e da un edificio contiguo costruito nel 1960 dall'architetto Olivier Lahalle, con ingresso su rue Montesquieu.  I due edifici vennero unificati dagli architetti Francis Soler e Frédéric Druot per mezzo di una struttura metallica che ne unifica le due facciate.
Dal 2004 il Ministero della cultura e della comunicazione vi ha trasferito i propri servizi centrali, fino a quel momento dispersi su 17 sedi diverse, di cui 16 dentro Parigi..